# Myosin

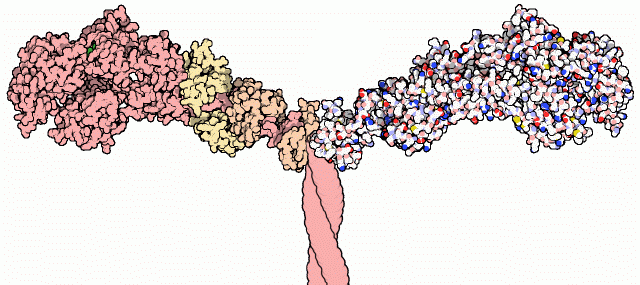
Del av myosinmolekylen.

Myosin är ett protein, eller snarare en proteinfamilj, som bland annat tillsammans med proteinet aktin svarar för musklernas kontraktion. I musklerna bildar myosin tjocka filament. Myosinfilamenten är fibrösa, belägna mellan Z-förbanden i myofibrillen. De är försedda med "hakar" som reses upp under förbrukning av ATP, hakar fast i aktinfilamentens globulära struktur och därefter böjs. Denna böjning leder till att muskelfibern kontraheras.
Myosin har även nödvändiga funktioner för fortlevnaden hos alla eukaryota celler .